# Dean Guitars
 (août 2023).
Si vous disposez d'ouvrages ou d'articles de référence ou si vous connaissez des sites web de qualité traitant du thème abordé ici, merci de compléter l'article en donnant les références utiles à sa vérifiabilité et en les liant à la section « Notes et références ».
Pour les articles homonymes, voir Razorback et Dean.

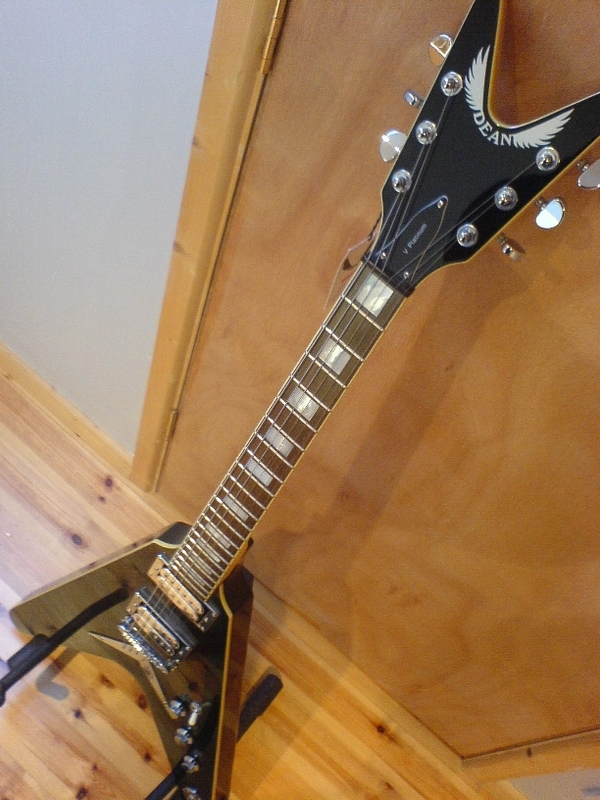
Dean V platinium

Dean est une marque américaine réputée pour ses guitares aux formes très « Rock'n'roll », telles que les Dean Razorback, dessinées par le guitariste de Pantera Dimebag Darrell. La société s'adresse principalement à un public orienté vers les instruments en métal.

## Histoire
Dean Guitars est un constructeur d'instruments de musique surtout connu pour ses guitares électriques. La société fut créée en 1977 par le luthier Dean Zelinsky qui avait commencé à fabriquer des guitares très jeune. Zelinsky pensait que les guitares « rock » avaient des designs peu renouvelés et il décida de changer cela.À cette époque, les guitares Dean possédaient toutes le même modèle de manche, profilé en V : les Jackson Fender ont un profil en C qui correspond à la forme de l'arrière du manche.
Les premières guitares Dean sortirent au milieu des années 1970. Elles possédaient un design présentant des corps aux angles « pointus » et une tête de manche large en forme de V. Ce design gagna très vite en popularité grâce à ce look novateur et aussi au sustain élevé et à la tonalité de ces guitares.
En 1986, Zelinsky décida qu'il ne voulait plus continuer à produire des guitares et il vendit sa compagnie. À la fin des années 1990, Elliott Rubinson, nouveau PDG de Dean Guitars, fit de nouveau appel à Zelinsky en tant que consultant. Depuis, la compagnie Dean Guitars a grandi et est devenue l'un des leaders de la fabrication de guitares. En France, la marque n'est pas connue du grand public.

## Politique commerciale
Les campagnes marketing de Dean, qui mettaient en vedette des mannequins tenant les guitares dans des positions alléchantes/séduisantes, furent ensuite copiées par nombre d'autres fabricants de guitares (Jackson Guitars avec le mannequin Jenna Jameson).
Dean attache beaucoup d'importance à la mise en vente de produits dérivés à son effigie (t-shirts casquettes, blousons...)

## Modèles

### Guitares électriques
Pour ses guitares électriques, Dean réalise beaucoup de modèles dit "signature" (Dave Mustaine de Megadeth, Matt Heafy, Corey Beaulieu de Trivium, Dimebag Darrell de Pantera et Damageplan, Michael Amott de Arch Enemy, Michael Angelo Batio, Vinnie Moore Ashley Purdy, Michael Schenker ...). Cette fabrication à petite échelle de certains modèles est rendue possible grâce à  la faible délocalisation des usines Dean dont la plupart des instruments sont encore fabriqués aux États-Unis.